# Vesna Girardi-Jurkić
Vesna Girardi-Jurkić (Zágráb, 1944. január 15. – Póla, 2012. augusztus 25.) horvát régész, muzeológus, az Isztriai Régészeti Múzeum egykori igazgatója, 1992-től 1994-ig oktatási, kulturális és sportminiszter, valamint a Horvát Köztársaság UNESCO melletti állandó képviselője. Hét legmagasabb állami kitüntetés birtokosa, több város díszpolgára volt.

## Élete
1944-ben született Zágrábban. Apja, Eduardo Girardi olasz származású volt, míg anya Marija Lorencin Medulinban született, ahonnan az 1920-as években Zágrábba ment. A szülők tanulmányaik során Zágrábban ismerkedtek meg. Szüleit 1947-ben az Isztriára helyezték, ahol pedagógusként részt vettek az isztriai horvát oktatás megújításában. Az általános iskolát és a középiskolát Pólán végezte. Itt ismerkedett meg férjével, Mirko Jurkić-tyal. A Zágrábi Egyetem Filozófiai Karán 1968-ban szerzett diplomát régész-angol szakon. Diplomamunkáját „Portreti sa sepulkralnih spomenika Arheološkog muzeja Istre u Puli” (Portrék a pólai Isztriai Régészeti Múzeum síremlékeiből) címmel írta. Ugyanezen a karon szerzett mesterfokozatot, majd 2000-ben doktorált régészetből. 1969 és 1991 között a pólai Régészeti Múzeumban dolgozott különböző beosztásokban. 1971-ben hat hónapot töltött egy athéni tanulmányúton, ahol megtanulta, hogyan lehet a kulturális örökséget beépíteni a turizmusba. 1972-1973-ban Olaszországban (Taranto, Aquileia, Róma) tanult. A Jugoszláv Idegenforgalmi Tanács elismerte és kitüntetésben részesítette elkötelezettségét az emléktárgyak, régészeti leletek másolatainak készítése iránt. Ő vezette az Isztriai Régészeti Múzeum ókori osztályát, 1979 és 1991 között pedig a múzeum igazgatója volt.

## Munkássága
Az Isztria ókori régészetével foglalkozott. Az ókori lakosságot és kultuszait (Póla, Nesactium, Porecs), a római városok életét tanulmányozta. Foglalkozott a vidéki gazdasági építményekkel (villa rustica Pomerben és Červar-Portóban, lakóépület együttes Vižulán Medulin mellett), ókori sírkövekkel, portrék és díszítőplasztika rendszerezésével, valamint ókori és késő ókori nekropoliszok feltárásával (Póla, Burle Medulin mellett, Fontana és Pintori Bent közelében). Kiterjedt topográfiai-történeti tanulmányt publikált az ókori Póla urbanisztikájáról.
A Nezakcij Régészeti Parkban és a burlai nekropoliszban végzett kutatásokat. Dolgozott a pólai Amfiteátrum helyreállításán és újjáépítésén. Megalapította a múzeum „Katalozi i monografije” és a „Mali katalozi” kiadványait, emellett 1981 és 1993 között szerkesztője volt a „Histria historica”, 1995 és 2003 között a „Histria antiqua”, 1981 és 1988 között főszerkesztője volt a „Histria Archaeologica” folyóiratnak. 2003-ban a Pólai Egyetem Filozófiai Karának adjunktusa lett. Több, mint 400 régészeti és muzeológiai tudományos közlemény szerzője. Mintegy 120 kiállítást rendezett. 2005-ben megkapta a Horvát Régészeti Társaság díját.

## Politikai tevékenysége
A Horvát Köztársaság harmadik, negyedik és ötödik kormányában 1991-től oktatási, kulturális és sportminiszter-helyettes, majd 1992. április 15-től 1993. április 2-ig oktatási, kulturális és sportminiszter, 1993. április 3-tól 1994. október 18-ig pedig kulturális és oktatási miniszter volt. Ennek keretében vette át a háborús veszély idején a műemlékek kiürítésének és védelmének szervezését. Isztriai és észak-horvátországi restaurátor központok létrehozásán is dolgozott.
1994-től 2001-ig a horvát diplomáciában dolgozott nagykövetként, és ebben az időszakban a Horvát Köztársaság állandó képviselője volt az Egyesült Nemzetek Oktatási, Tudományos és Kulturális Szervezeténél (UNESCO). Ebben a minőségében jelentősen hozzájárult ahhoz, hogy 1997-ben az UNESCO Világörökség listájára került a poreči Euphrasius-bazilika és Trogir városi együttese, 2000-ben pedig a Šibeniki Szent Jakab-székesegyház és Šibenik városközpontja.

## Fordítás
Ez a szócikk részben vagy egészben  a   Vesna Girardi-Jurkić című horvát Wikipédia-szócikk ezen változatának fordításán alapul.  Az eredeti cikk szerkesztőit annak laptörténete sorolja fel. Ez a jelzés csupán a megfogalmazás eredetét és a szerzői jogokat jelzi, nem szolgál a cikkben szereplő információk forrásmegjelöléseként.